# Manoncourt-en-Vermois
Manoncourt-en-Vermois település Franciaországban, Meurthe-et-Moselle megyében. Lakosainak száma 338 fő (2022. január 1.). Manoncourt-en-Vermois Burthecourt-aux-Chênes, Coyviller, Saint-Nicolas-de-Port és Ville-en-Vermois községekkel határos.

## Népesség
A település népességének változása:
| Lakosok száma | 184  | 228  | 248  | 317  | 334  | 341  | 342  | 344  | 341  | 338  |
|               | 1968 | 1982 | 1990 | 2006 | 2013 | 2015 | 2017 | 2019 | 2020 | 2022 |